# Anoplodactylus capensis
Anoplodactylus capensis är en havsspindelart som först beskrevs av Flynn, T.T. 1928.  Anoplodactylus capensis ingår i släktet Anoplodactylus och familjen Phoxichilidiidae. Inga underarter finns listade i Catalogue of Life.